# IJzer(III)chloride
IJzer(III)chloride (FeCl3) is een zout van driewaardig ijzer en chloride. In watervrije toestand is het zout erg hygroscopisch en wordt in contact met water snel omgezet in het hexahydraat. IJzer(III)chloride komt in de natuur voor als het mineraal molysiet.

## Synthese
Watervrij ijzer(III)chloride kan bereid worden uit de elementen:
{\displaystyle {\ce {2Fe + 3Cl2 -> 2FeCl3}}}
Oplossingen van ijzer(III)chloride worden industrieel bereid uit ijzer of uit ijzererts via een cyclisch proces. De eerste reactie betreft een redoxreactie van zuiver ijzer met een oplossing van ijzer(III)chloride, waarbij ijzer(II)chloride wordt gevormd:
{\displaystyle {\ce {Fe + 2FeCl3 -> 3FeCl2}}}
Daarnaast wordt ijzererts opgelost in zoutzuur:
{\displaystyle {\ce {Fe3O4 + 8HCl -> FeCl2 + 2FeCl3 + 4H2O}}}
De laatste stap betreft de oxidatie van ijzer(II)chloride met chloorgas:
{\displaystyle {\ce {2FeCl2 + Cl2 -> 2FeCl3}}}
IJzer(II)chloride kan ook met zwaveldioxide geoxideerd worden:
{\displaystyle {\ce {32FeCl2 + 8SO2 + 32HCl -> 32FeCl3 + S8 + 16H2O}}}
Zoals bij veel andere metaalchloridehydraten kan gehydrateerd ijzer(III)chloride omgezet worden in het watervrije zout door refluxen met thionylchloride. Verhitten alleen is niet voldoende om het watervrije zout te vormen, omdat op die manier waterstofchloride wordt vrijgesteld en ijzer(III)oxychloride wordt gevormd.

## Kristalstructuur en eigenschappen
In vaste toestand neemt ijzer(III)chloride de BiI3-structuur aan, waarbij octaëdrische Fe(III)-centra verbonden zijn door bidentaat chloride-liganden. De verbinding bezit dus een hexagonale kristalstructuur.
IJzer(III)chloride heeft wegens zijn overwegend covalent karakter een relatief laag smeltpunt (306 °C). Bij het kookpunt (315 °C) ontleedt het gedeeltelijk in ijzer(II)chloride en chloorgas. De damp bestaat gedeeltelijk uit het dimeer Fe2Cl6.

## Reacties
Watervrij ijzer(III)chloride is een relatief sterk lewiszuur. Het reageert vlot met lewisbasen zoals trifenylfosfine, met vorming van adducten.
IJzer(III)chloride reageert met een overmaat chloride-ionen tot het geelgekleurde tetraëdrische complexe ion tetrachloroferraat(III) (FeCl4−).
Als ijzer(III)chloride verhit wordt met ijzer(III)oxide wordt ijzer(III)oxychloride gevormd:
{\displaystyle {\ce {FeCl3 + Fe2O3 -> 3FeOCl}}}
IJzer(III)chloride is een milde oxidator. Het is bijvoorbeeld in staat koper(I)chloride te oxideren tot koper(II)chloride. IJzer(III)chloride kan zelf gereduceerd worden tot ijzer(II) door reductoren zoals hydrazine.
Wanneer ammoniak wordt toegevoegd aan een oplossing van ijzer(III)chloride, slaat het onoplosbare ijzer(III)hydroxide neer als een roestbruine vaste stof:
{\displaystyle {\ce {FeCl3 + 3NH3 + 3H2O -> Fe(OH)3 + 3NH4Cl}}}

## Toepassingen

### In de industrie
IJzer(III)chloride wordt toegepast in de rioolwaterzuivering en drinkwaterproductie. Het vormt met licht basisch water een neerslag van FeO(OH)−. Deze neerslag neemt in het water gesuspendeerd materiaal mee. Daarnaast worden ook de meeste opgeloste kationen van zware metalen meegenomen in deze neerslagreactie.
In de waterzuivering kan ijzer(III)chloride worden gebruikt als coagulant om emulsies te breken.
{\displaystyle {\ce {Fe^3+ + 4OH- -> Fe(OH)4- -> FeO(OH)2- . H2O}}}
IJzer(III)chloride wordt gebruikt bij de productie van printplaten. Deze toepassing steunt op de tweestapsredoxreactie tot koper(I)chloride en dan tot koper(II)chloride:
{\displaystyle {\ce {FeCl3 + Cu -> FeCl2 + CuCl}}}
{\displaystyle {\ce {FeCl3 + CuCl -> FeCl2 + CuCl2}}}
IJzer(III)chloride wordt gebruikt als katalysator bij de reactie van etheen met chloorgas, waarbij 1,2-dichloorethaan wordt gevormd, een belangrijke grondstof voor vinylchloride, het monomeer van pvc.
{\displaystyle {\ce {H2C=CH2 + Cl2 -> ClH2C-CH2Cl}}}

### In het laboratorium
Als Lewiszuur wordt ijzer(III)chloride vaak gebruikt als katalysator in elektrofiele substituties aan aromatische verbindingen. Het is een minder krachtig Lewiszuur dan aluminiumchloride, maar in sommige gevallen is deze mildheid een voordeel, bijvoorbeeld in de Friedel-Craftsalkylering van benzeen:
De ijzer(III)chloridetest is een traditionele colorimetrische test voor fenolen. De test gebruikt een 1% ijzer(III)chloride-oplossing die geneutraliseerd werd met natriumhydroxide tot een licht neerslag van IJzer(III)oxyhydroxide wordt gevormd. Dit mengsel wordt gefiltreerd en daarna toegevoegd aan een oplossing in water, ethanol of methanol van de organische verbinding. Een wegtrekkende of permanente paarse, groene of blauwe kleur is een aanwijzing voor de aanwezigheid van een fenol of enol.

### Andere toepassingen
Watervrij ijzer(III)chloride wordt gebruikt als droogmiddel bij bepaalde chemische reacties.
IJzer(III)chloride is nodig voor het etsen van fotogravureplaten en rotogravurecilinders in de drukkerij.
De stof wordt gebruikt in de diergeneeskunde om wildgroei van klauwen te behandelen.

## Toxicologie en veiligheid
IJzer(III)chloride reageert zuur en is licht corrosief. Bij contact met de huid kan irritatie optreden. Indien er toch op de huid gemorst wordt dient langdurig met water gespoeld te worden. De stof is schadelijk bij inname.